# Museum der bildenden Künste

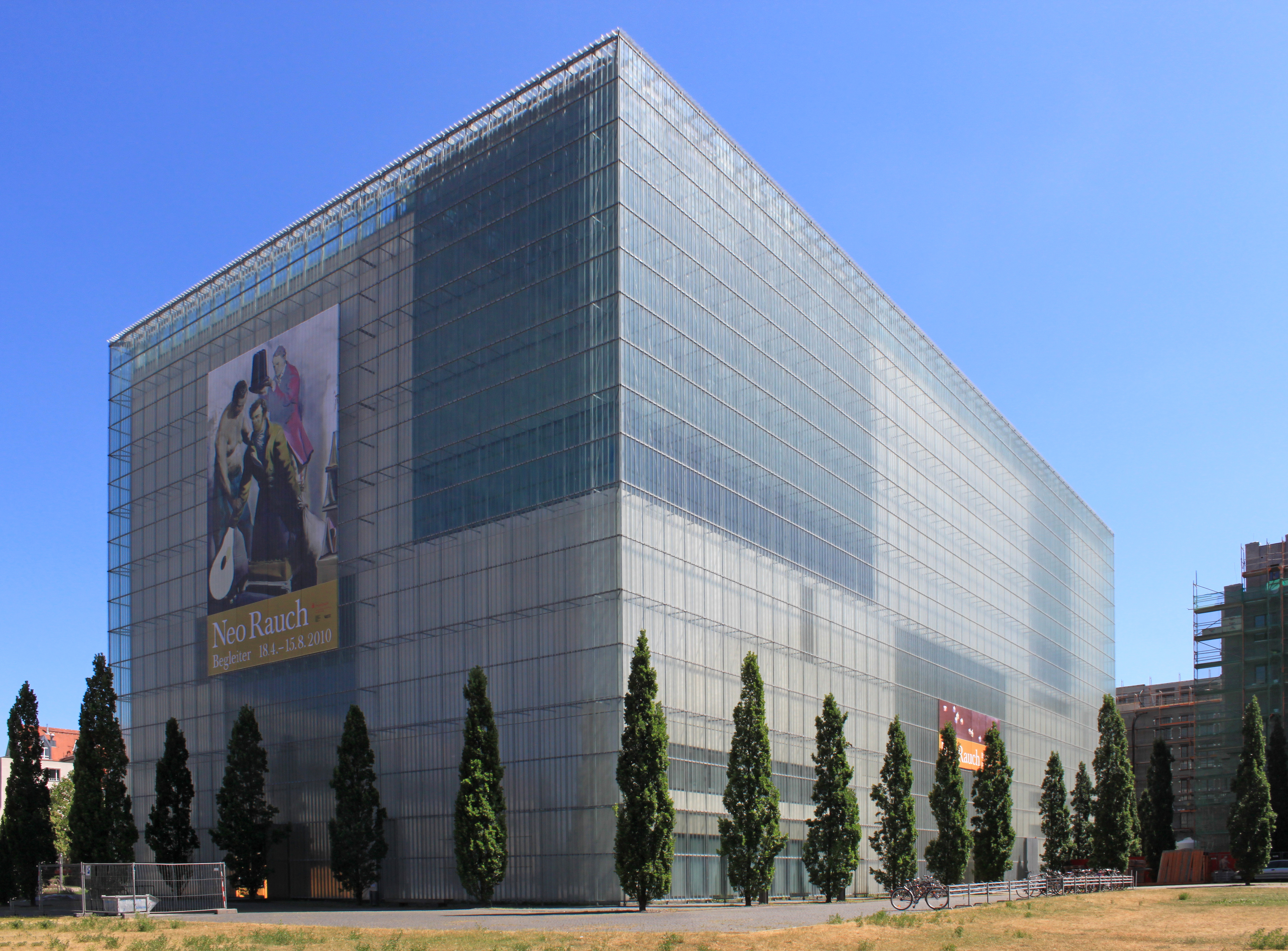
Huidig museumgebouw

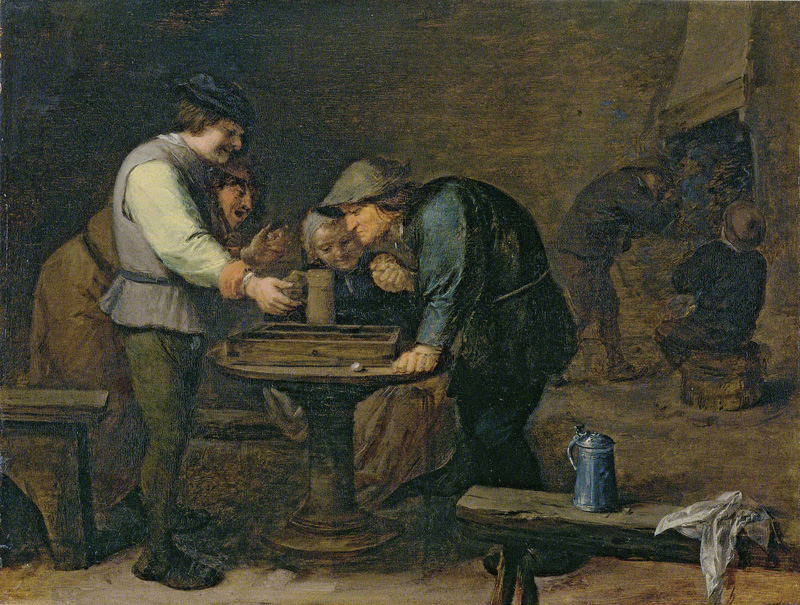
Boeren die trictrac spelen (Adriaen Brouwer, ca. 1635)

Het Museum der bildenden Künste (afgekort MdbK of ook wel Bildermuseum) is een kunstmuseum in de Oost-Duitse stad Leipzig dat schilderijen, beeldhouwwerken en grafiek van de middeleeuwen tot vandaag toont. 

## Geschiedenis
Het museum gaat terug op het in 1837 gestichte Leipziger Kunstverein. Deze vereniging slaagde er eind 1848 in het Städtische Museum te openen in een school aan de Moritzbastei. De groeiende collectie vond eind 1858 onderdak in een nieuw museumgebouw aan de Augustusplatz, dat op zijn beurt werd uitgebreid. In 1937 namen de nazi's 394 schilderijen en prenten in beslag, voornamelijk expressionistisch werk dat als ontaarde kunst werd aangemerkt. In de nacht van 4 december 1943 werd het museum verwoest door een Britse luchtaanval. Veel van de inventaris was tijdig in veiligheid gebracht. Na de oorlog begon een odyssee langs tijdelijke onderkomens. Een definitieve oplossing kwam er in 2005 met de opening van een nieuwbouw naar ontwerp van het Berlijnse architectenbureau Hufnagel Pütz Rafaelian. 

## Collectie
De collectie van het Museum der bildenden Künste omvat ongeveer 3.500 schilderijen, 1.000 sculpturen en 60.000 prenten. Ze begint in de late middeleeuwen, met veel Oud-Duitse en Vroeg-Nederlandse kunst uit de 15e en 16e eeuw, Italiaanse kunst uit de 15e tot 18e eeuw, Nederlandse kunst uit de 17e eeuw, Franse kunst uit de 19e en Duitse kunst uit de 18e tot 20e eeuw. Onder de voornaamste meesters zijn Frans Hals, Lucas Cranach de Oude, Caspar David Friedrich en vertegenwoordigers van de Düsseldorfse school zoals Andreas Achenbach. Het hoogtepunt van de sculpturencollectie is de Beethoven-sculptuur van Max Klinger. Aan hem en Max Beckmann is een aparte verdieping gewijd. 